# دهه ۲۰۰ (پیش از میلاد)
دهه ۲۰۰ (پیش از میلاد) ۲۰مین دهه قبل از مبدا شروع تقویم میلادی است.